# Tàtar
|  | Aquest article tracta sobre la llengua turquesa. Vegeu-ne altres significats a «Adh-Dhàhir Tàtar». |

El tàtar (татар теле, татарча), antigament anomenat tàrtar és una llengua turquesa del grup kiptxak parlada per més de sis milions de persones a la república del Tatarstan, a Baixkíria i en altres comunitats de Rússia i països de l'antiga Unió Soviètica. Després de la desaparició de la Unió Soviètica, els tàtars del Tatarstan van començar a fer el canvi cap a l'alfabet llatí. El nom de la llengua té una connotació negativa, ja que deriva d'un mot per designar l'infern.
Hi ha un idioma que és de la mateixa família de les llengües turqueses, però del grup oguz, que es diu tàtar de Crimea (tàtar de Crimea: Qırımtatar tili), parlada pels tàtars de Crimea (qırımtatarlar, en singular: qırımtatar), a Crimea, l'Uzbekistan i altres llocs. No s'ha de confondre amb el tàtar d'aquest article, de vegades anomenat tàtar del Volga per a distingir-lo.

## Dialectes
El tàtar es divideix en tres dialectes: el central (tàtar de Kazan), el de l'Oest o mishari (al mig del Volga) i l'oriental a Sibèria. El seu alfabet és el ciríl·lic amb algunes variacions pròpies.

## Característiques

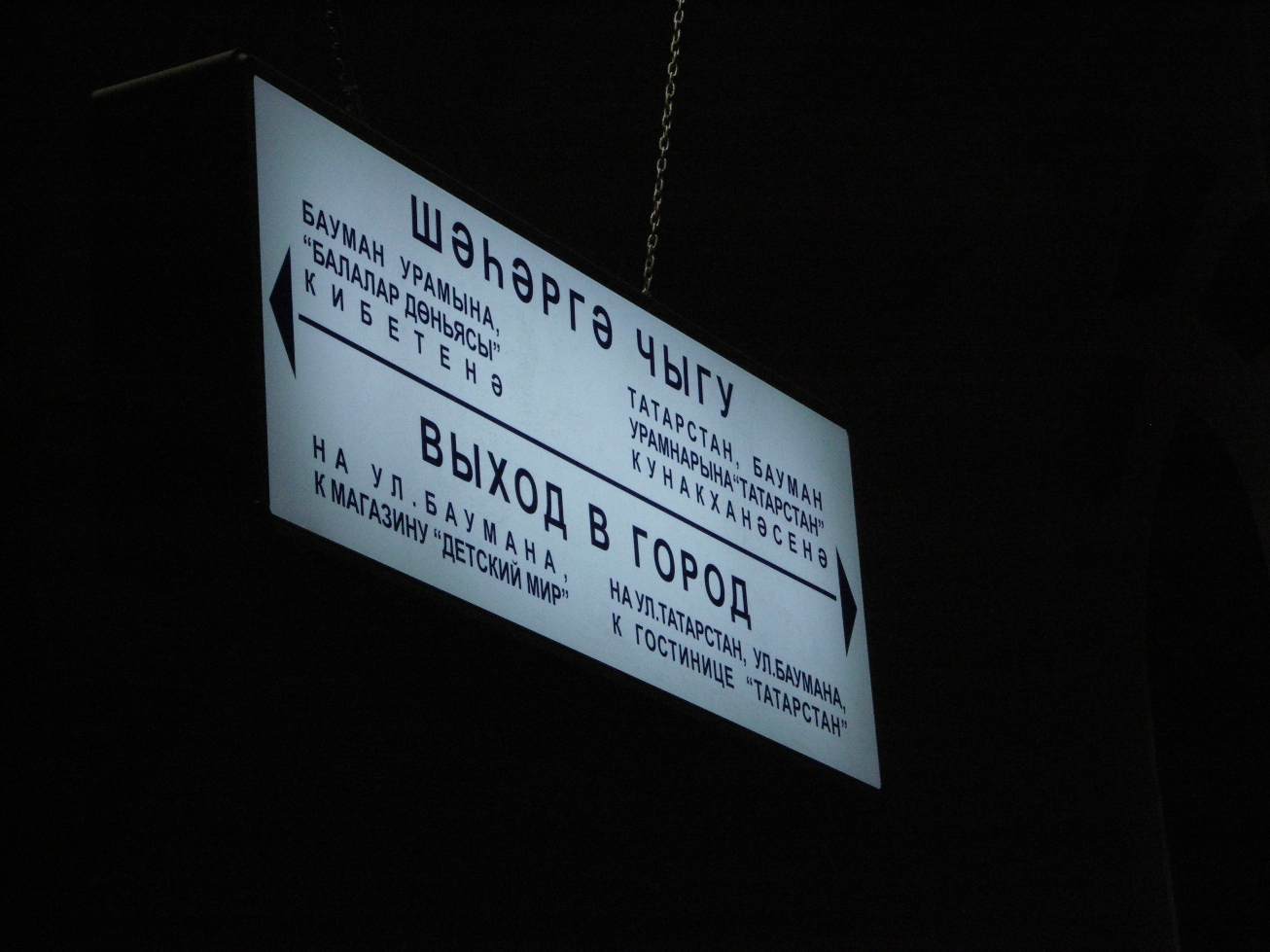
Rètol de metro en tàtar (a dalt) i en rus

Com a llengua es caracteritza per l'harmonia vocàlica; conté 16 vocals. Les seves síl·labes presenten una estructurada molt variada, amb atacs complexos. És una llengua aglutinant.
- Correspondència, el tàtar I, U, Ü amb el turc E, O, Ö.
- Bilabial en primera síl·laba o monosíl·labs.
- El nom té categories de nombre, possessió, atribució, predicació i cas.
- L'adjectiu no es declina
- Només té un tipus de declinació
- Hi ha sis categories de numerals
- Les categories verbals són la negació, veu i grau. És conjugat per persona i nombre en tots els modes.

Exemple de tàtar amb la seva traducció al català:
Sin bulsa idem, xäzer TV qarap tormas idem.
Si jo fos tu, ara mateix no veuria la televisió.